# Fortim de São Lourenço
O Fortim de São Lourenço localizava-se à margem esquerda da foz do rio Jaguaribe, no local conhecido como Passagem das Pedras, no litoral do atual estado brasileiro do Ceará.

## História
SOUZA (1885) apenas refere esta fortificação, da qual colheu o nome na obra "Resumo Chronologico da História do Ceará", de João Brígido dos Santos (op. cit., p. 74).
O litoral do Ceará foi percorrido, entre 1603-1604, por terra, pelo Capitão-mor Pero Coelho de Souza. O Regimento, passado pela Coroa ibérica, determinava-lhe "descobrir por terra o porto do Jaguaribe, tolher o comércio dos estrangeiros, descobrir minas e oferecer paz aos gentios" e "fundar povoações e Fortes nos lugares ou portos que melhores lhe parecerem". Integravam a expedição Martim Soares Moreno, Simão Nunes e Manoel de Miranda, à frente de oitenta e seis europeus e duzentos indígenas. (BARRETTO, 1958:82-83).
Em obediência ao Regimento, iniciou, na foz do rio Jaguaripe, uma fortificação em 10 de agosto de 1603, antes de prosseguir para combater os franceses de Jacques Riffault na Ibiapaba. Constituía-se, certamente, em um simples entrincheiramento paliçado de campanha, em faxina e terra, com a função de proteção contra os ataques indígenas (BARRETTO, 1958:83).
Esse forte foi a segunda tentativa de Pero Coelho de estabelecer-se no Ceará, mas devido à seca que assolava o Ceará nos anos de 1605-06, também foi abandonado.
GARRIDO (1940) informa que este fortim, primeiro estabelecimeto português na costa do Ceará, figura em iconografia de João Teixeira Albernaz, o Velho ("Descrição de todo o marítimo da Terra de Santa Cruz, vulgarmente chamado o Brasil", 1640. Biblioteca Nacional de Lisboa) (op. cit., p. 46).